# Campionato mondiale di scherma 1974
Il Campionato mondiale di scherma del 1974 si è svolto a Grenoble in Francia.
Sono stati assegnati 2 titoli femminili e 6 titoli maschili:
- femminile
  - fioretto individuale
  - fioretto a squadre
- maschile
  - fioretto individuale
  - fioretto a squadre
  - sciabola individuale
  - sciabola a squadre
  - spada individuale
  - spada a squadre

## Risultati

### Uomini
| Evento                          | Oro                                                                                  | Argento                                                                          | Bronzo                                                                                       |
| Spada                           |                                                                                      |                                                                                  |                                                                                              |
| Spada individuale (dettagli)    | Rolf Edling                                                                          | Jacques Brodin                                                                   | Boris Lukomskij                                                                              |
| Spada a squadre (dettagli)      | Svezia Rolf Edling Hans Jacobson Carl von Essen Göran Flodström                      | Germania Ovest Elmar Beierstettel Hans-Jürgen Hehn Joachim Peter Alexander Pusch | Ungheria Győző Kulcsár Sándor Erdős Pál Schmitt Jenő Pap                                     |
| Fioretto                        |                                                                                      |                                                                                  |                                                                                              |
| Fioretto individuale (dettagli) | Aleksandr Roman'kov                                                                  | Carlo Montano                                                                    | Frédéric Pietruszka                                                                          |
| Fioretto a squadre (dettagli)   | Unione Sovietica Aleksandr Roman'kov Vasyl' Stankovyč Vladimir Denisov Jurij Čyž     | Polonia Marek Dąbrowski Lech Koziejowski Jerzy Kaczmarek Ziemowit Wojciechowski  | Francia Christian Noël Daniel Revenu Bernard Talvard Didier Flament                          |
| Sciabola                        |                                                                                      |                                                                                  |                                                                                              |
| Sciabola individuale (dettagli) | Mario Aldo Montano                                                                   | Viktor Krovopuskov                                                               | Viktor Sidjak                                                                                |
| Sciabola a squadre (dettagli)   | Unione Sovietica Vladimir Nazlymov Viktor Krovopuskov Viktor Sidjak Ėduard Vinokurov | Romania Dan Irimiciuc Cornel Marin Ioan Pop Alexandru Nilca                      | Italia Mario Aldo Montano Mario Tullio Montano Tommaso Montano Rolando Rigoli Michele Maffei |

### Donne
| Evento                          | Oro | Argento | Bronzo                                                                                   |
| Fioretto                        | | |                                                                                          |
| Fioretto individuale (dettagli) | Ildikó Farkasinszky-Bóbis                                                                                    | Ildikó Schwarczenberger-Tordasi                                                                            | Nailja Giljazova                                                                         |
| Fioretto a squadre (dettagli)   | Unione Sovietica Ol'ga Knjazeva Valentina Sidorova Nailja Giljazova Elena Novikova-Belova Valentina Nikonova | Ungheria Ildikó Farkasinszky-Bóbis Ildikó Schwarczenberger-Tordasi Ildikó Rejtő Mária Szolnoki Magda Maros | Romania Ana Pascu Ecaterina Iencic-Stahl Ileana Gyulai Suzana Ardeleanu Magdalena Bartoș |

## Medagliere
| Posizione | Nazione          |   |   |   | Totale |
| --------- | ---------------- | - | - | - | ------ |
| 1         | Unione Sovietica | 4 | 1 | 3 | 8      |
| 2         | Svezia           | 2 | 0 | 0 | 2      |
| 3         | Ungheria         | 1 | 2 | 1 | 4      |
| 4         | Italia           | 1 | 1 | 1 | 3      |
| 5         | Francia          | 0 | 1 | 2 | 3      |
| 6         | Romania          | 0 | 1 | 1 | 2      |
| 7         | Germania Ovest   | 0 | 1 | 0 | 1      |
| 7         | Polonia          | 0 | 1 | 0 | 1      |
| Totale    | Totale           | 8 | 8 | 8 | 24     |